# Palacios del Pan (kommunhuvudort)
Palacios del Pan är en kommunhuvudort i Spanien.   Den ligger i provinsen Provincia de Zamora och regionen Kastilien och Leon, i den nordvästra delen av landet, 220 km nordväst om huvudstaden Madrid. Palacios del Pan ligger 718 meter över havet och antalet invånare är 225. Den ligger vid sjöarna  Embalse de Ricobayo och Embalse del Esla.
Terrängen runt Palacios del Pan är platt. Runt Palacios del Pan är det ganska tätbefolkat, med 75 invånare per kvadratkilometer. Närmaste större samhälle är Zamora, 15,4 km sydost om Palacios del Pan. Trakten runt Palacios del Pan består till största delen av jordbruksmark.